# جاناتان کوئیک
جاناتان کوئیک (انگلیسی: Jonathan Quick؛ زادهٔ ۲۱ ژانویهٔ ۱۹۸۶) بازیکن هاکی روی یخ اهل ایالات متحده آمریکا است.
وی همچنین برندهٔ جوایزی همچون جام استنلی شده‌است.